# Chiesa di Santa Caterina (Asti)
La chiesa di Santa Caterina è una chiesa cattolica di Asti, situata nel rione Santa Caterina, contigua alla contrada Maestra (l'attuale corso Alfieri).
È in stile barocco con iniziali influenze neoclassiche, ed è dedicata al culto di Caterina d'Alessandria.

## L'antica chiesa di San Secondo della Torre Rossa
Sul sedime dell'attuale chiesa, nell'antico Borgo di San Marco, sorgeva in antichità un altro edificio religioso. La prima notizia certa della presenza di questa prima chiesa è l'atto di donazione che la contessa Adelaide di Susa fa nel 1070 ai monaci benedettini dell'abbazia di San Benigno di Fruttaria nel Canavese. La chiesa era sorta probabilmente intorno alla torre romanica, che, narra la leggenda, era stata la prigione di San Secondo prima del martirio.
La chiesa, nei disegni e negli scritti dell'Incisa, era una costruzione a tre navate con sei altari laterali ed uno centrale dedicato al santo Patrono di Asti. Esternamente era presente un porticato, con attiguo convento. La torre verso il XII secolo venne modificata a campanile e terminava con una cuspide che venne abbattuta nel 1770, visto che minacciava di cadere. I benedettini tennero le sorti della chiesa fino alla metà del XIV secolo.

## La commenda

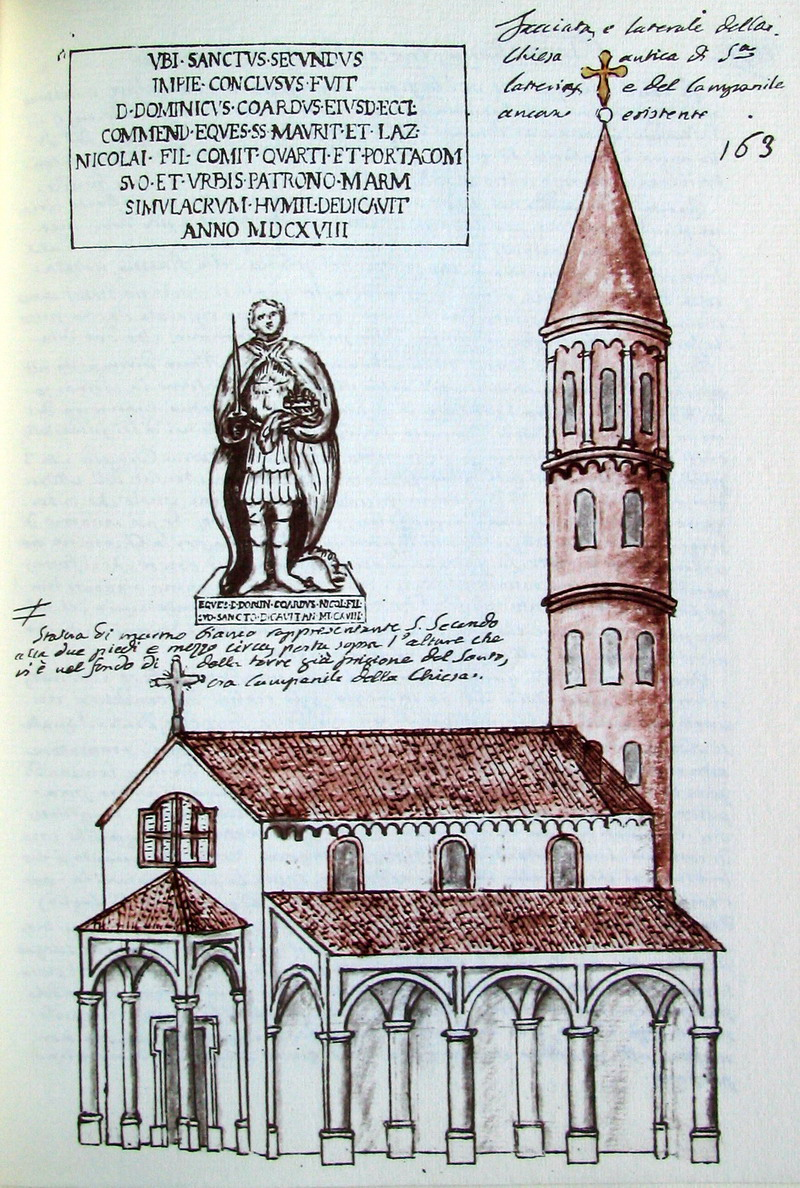
La chiesa in un disegno di Stefano Giuseppe Incisa del 1806

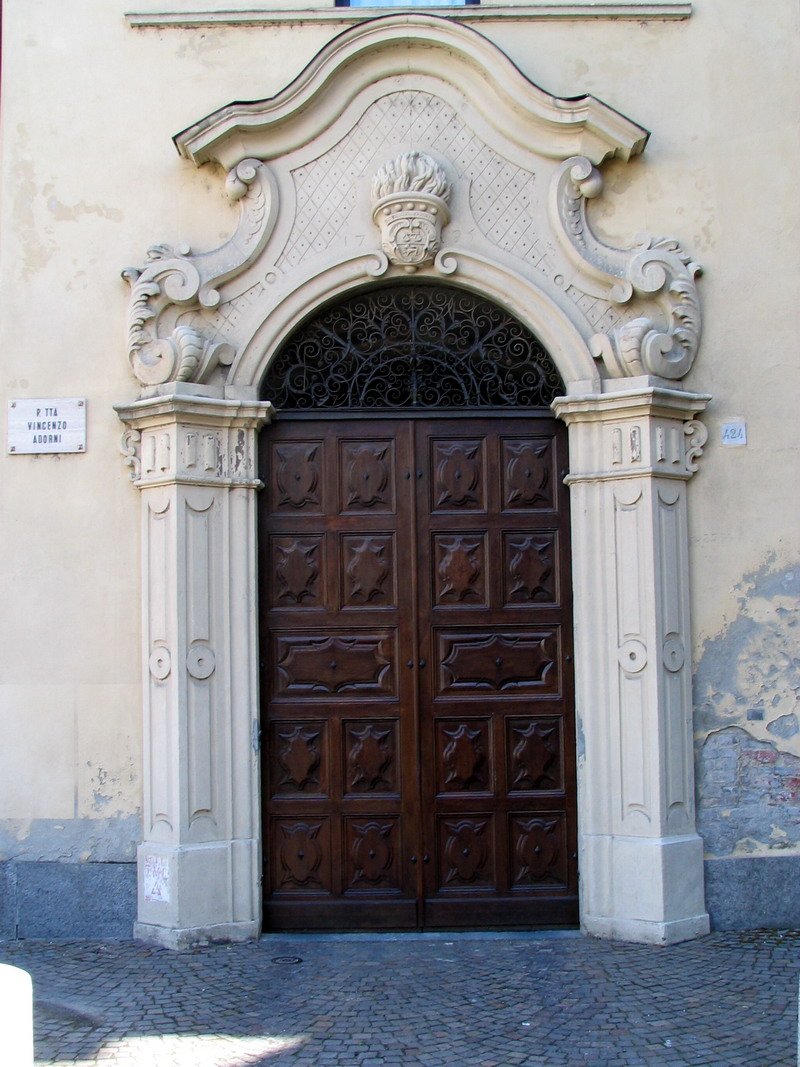
Il portale da cui si accedeva dopo l'abbattimento della prima chiesa

La chiesa e l'attiguo convento furono trasformate in commenda, con lo scopo di dare riparo e protezione ai bisognosi, ai pellegrini, ai mercanti e viandanti, che riprendevano il cammino sulle strade malsicure di quei tempi.
Nel Cinquecento le continue guerre portarono alla distruzione nel Borgo di molti edifici, tra cui il convento di Santa Caterina di proprietà dei "Servi di Maria dell'Ordine Agostiniano". Il priore della commenda, che all'epoca era Giulio Baiveri, rimasto sguarnito di religiosi, nel 1555 donò ai serviti "tutto il sedime e sito del Priorato attiguo al cimitero della chiesa, alcuni edifici, una camera con cantina vicino al Priorato, una vigna nella valle di S. Pietro e alcuni redditi sul banco di S. Giorgio di Genova". Nel 1571, ai Servi di Maria venne affidata anche la cura del territorio parrocchiale della chiesa dei Santi Apostoli.
Nel 1604 il priorato di San Secondo, divenne commenda dell'ordine dei Cavalieri dei Santi Maurizio e Lazzaro. Nel 1732 l'antica chiesa ormai fatiscente si dovette demolire, adattando la sagrestia, a cui si accedeva da un bel portale con frontespizio in pietra arenaria sul corso Alfieri, ancor oggi presente.

## La nuova chiesa
La nuova chiesa venne iniziata solamente nel 1766, e a nulla valsero le suppliche dei religiosi a Carlo Emanuele III di Savoia e all'ordine Mauriziano, per l'accelerazione dei lavori, che terminarono nel 1773. La chiesa venne intitolata a santa Caterina vergine e martire, con benedizione del vescovo Caissotti il 26 aprile.
Nel 1804, l'Ordine dei Serviti venne soppresso dal governo rivoluzionario francese, la chiesa passò sotto il clero secolare per circa 40 anni. Nel 1850 la chiesa venne affidata ai francescani che vi rimasero fino al 1929.

## L'architettura
Edificata in stile barocco, con iniziali impronte nel neoclassico, la chiesa ci appare con una facciata in cotto e intonaco di calce, con un timpano triangolare sostenuto da paraste e colonne corinzie. La pianta presenta un centro ovale da cui si dipartono a raggiera quattro cappelle. Al fondo l'altare maggiore con un grande dipinto raffigurante santa Caterina, san Secondo e i sette santi fondatori dell'Ordine Servita al cospetto della Vergine. Al centro s'innalza la cupola ed il cupolino che arriva ad un'altezza di 35 metri.